# Муранский замок
Муранский замок (словац. Muránsky hrad) — замок в Словакии в Банскобистрицком крае близ деревни Мурань района Ревуца.
Расположен в южной части горного массива Муранска Планина, на территории одноимённого национального парка, на горе Цыганка в 9 км юго-западнее г. Ревуца.
Третий из самых высокогорных замков Словакии, находится на высоте 938 м над уровнем моря, после Липтовского замка (1001 м) и Зньева (963 м).

## История
Построен в 1241 году, ещё до нашествия монголо-татар, в готическом стиле. Первое упоминание как о Castrum Movran, относится к 1271 году. В 1430 году замок заняли отряды гуситов. Около 1500 года замком владел палатин Венгрии, магнат Иштван Запольяи. В середине XVI века его неоднократно осаждали отряды раубриттеров.
В 1644 году с помощью своей будущей третьей жены Марии Сечи Муранский замок захватил граф Ференц Вешшеленьи.

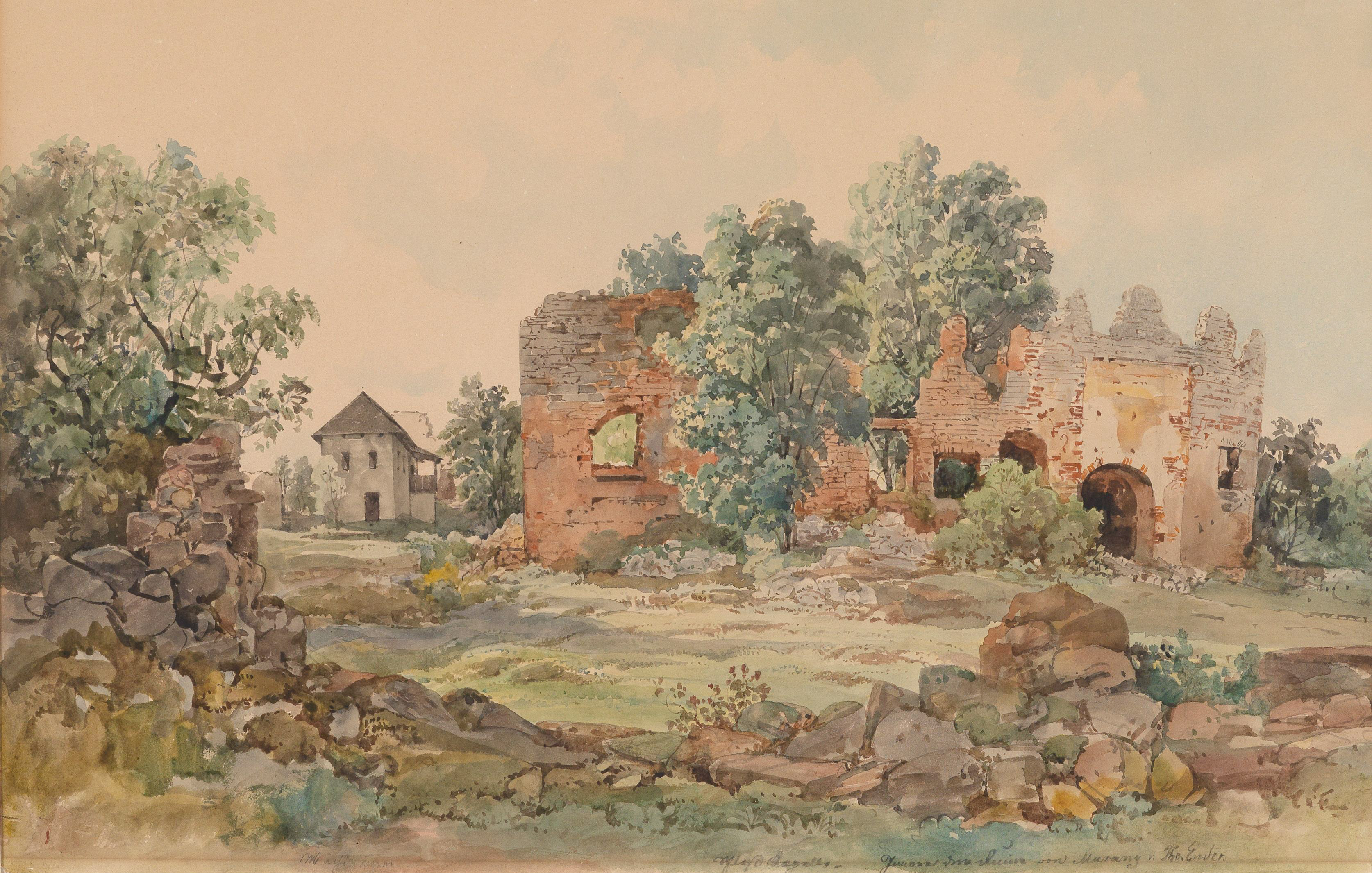
Руины Муранского замка в Словакии. Т. Эндер (1875).

Замок не раз перестраивался на протяжении XVI—XVII веков, в 1760 году был окончательно разрушен.
До наших дней неплохо сохранились входные ворота, частично — фрагменты стен.
В середине XVI века словацкий поэт Мартин Бошняк написал одно из самых ранних исторических поэтических произведений Словакии — «Песню о Муранском замке», которая получила большой общественный и художественный резонанс и широкую известность в те времена в Словакии. В ней описано взятие королевскими войсками замка Мураня, принадлежавшего непокорному рыцарю Матею Базальду (1549). Автор был очевидцем описанных событий.
В 1720 году замок купил Степан Коари, позже он принадлежал их наследникам, Кобурговцам, последним владельцем замка до 1945 года был болгарский царь Фердинанд Кобург.